# Fursac
Fursac est, depuis le 1er janvier 2017, une commune nouvelle française de la Creuse en région Nouvelle-Aquitaine.

## Géographie

### Localisation
Fursac est située à l'ouest du département de la Creuse. Elle est limitrophe du département de la Haute-Vienne.

### Communes limitrophes
| Saint-Maurice-la-Souterraine                   | La Souterraine | Saint-Priest-la-Feuille |
| Fromental (Haute-Vienne)                       | Fursac         | Chamborand              |
| Folles (Haute-Vienne), Laurière (Haute-Vienne) | Arrènes        | Le Grand-Bourg, Marsac  |

### Hydrographie
Fursac est traversée par la Gartempe.

### Climat
Pour des articles plus généraux, voir Climat de la Nouvelle-Aquitaine et Climat de la Creuse.
Historiquement, la commune est dans une zone de transition entre le climat océanique limousin et le climat montagnard.  
En 2020, Météo-France publie une typologie des climats de la France métropolitaine dans laquelle la commune est dans une zone de transition entre le climat océanique altéré et le climat de montagne et est dans la région climatique Ouest et nord-ouest du Massif Central, caractérisée par une pluviométrie annuelle de 900 à 1 500 mm, maximale en automne et en hiver.
Pour la période 1971-2000, la température annuelle moyenne est de 10,8 °C, avec une amplitude thermique annuelle de 15 °C. Le cumul annuel moyen de précipitations est de 1 019 mm, avec 12,8 jours de précipitations en janvier et 8 jours en juillet. Pour la période 1991-2020, la température moyenne annuelle observée sur la station météorologique la plus proche, située sur la commune de Bénévent-l'Abbaye à 9 km à vol d'oiseau, est de 11,5 °C et le cumul annuel moyen de précipitations est de 1 013,1 mm,. Pour l'avenir, les paramètres climatiques de la commune estimés pour 2050 selon différents scénarios d’émission de gaz à effet de serre sont consultables sur un site dédié publié par Météo-France en novembre 2022.

## Urbanisme

### Typologie
Au 1er janvier 2024, Fursac est catégorisée commune rurale à habitat dispersé, selon la nouvelle grille communale de densité à 7 niveaux définie par l'Insee en 2022.
Elle est située hors unité urbaine. Par ailleurs la commune fait partie de l'aire d'attraction de La Souterraine, dont elle est une commune de la couronne,. Cette aire, qui regroupe 12 communes, est catégorisée dans les aires de moins de 50 000 habitants,.

### Risques majeurs
Le territoire de la commune de Fursac est vulnérable à différents aléas naturels : météorologiques (tempête, orage, neige, grand froid, canicule ou sécheresse) et séisme (sismicité faible). Il est également exposé à un risque particulier : le risque de radon. Un site publié par le BRGM permet d'évaluer simplement et rapidement les risques d'un bien localisé soit par son adresse soit par le numéro de sa parcelle.

#### Risques naturels

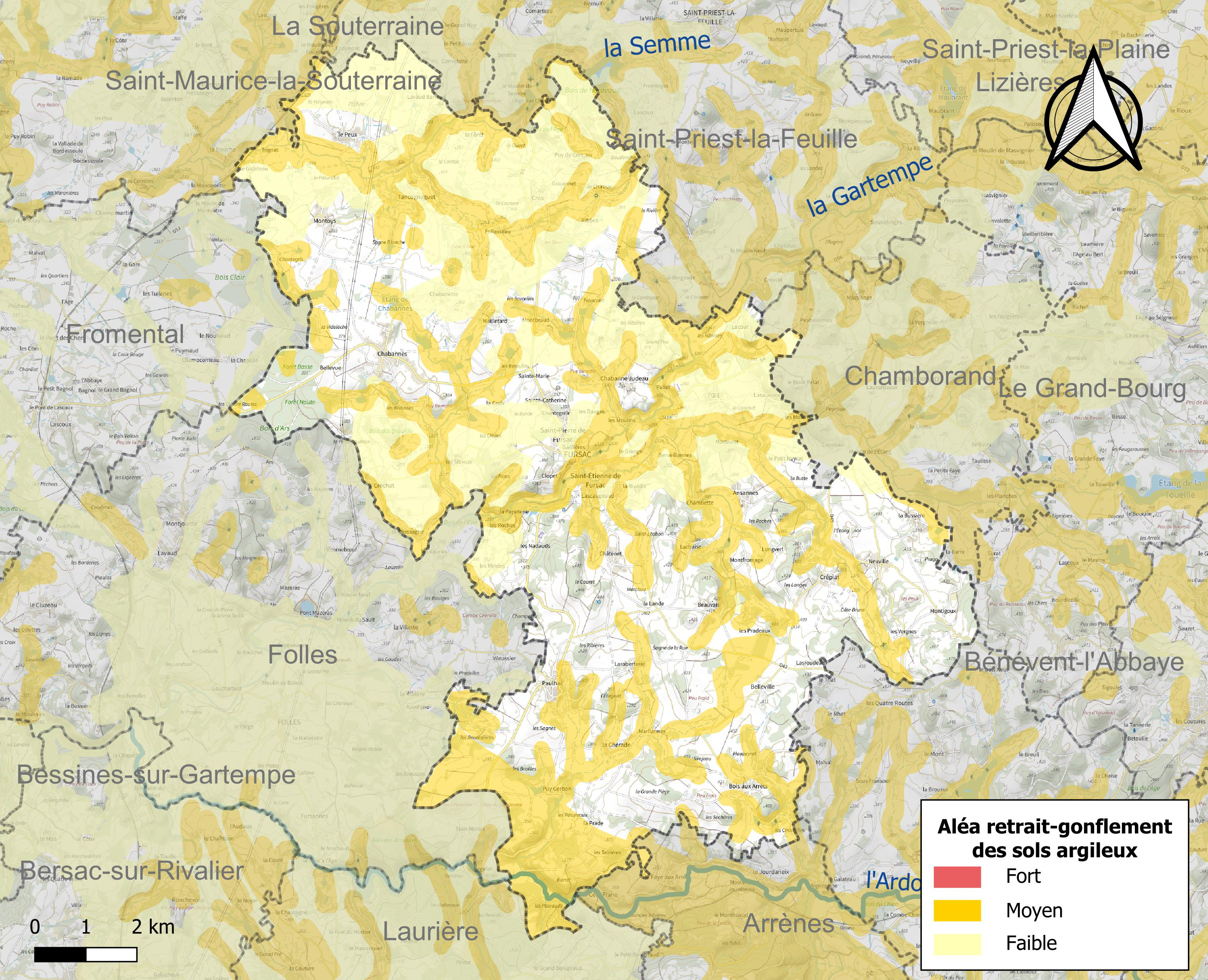
Carte des zones d'aléa retrait-gonflement des sols argileux de Fursac.

Le retrait-gonflement des sols argileux est susceptible d'engendrer des dommages importants aux bâtiments en cas d’alternance de périodes de sécheresse et de pluie. 39,2 % de la superficie communale est en aléa moyen ou fort (33,6 % au niveau départemental et 48,5 % au niveau national). Sur les 1 085 bâtiments dénombrés sur la commune en 2019,  322 sont en aléa moyen ou fort, soit 30 %, à comparer aux 25 % au niveau départemental et 54 % au niveau national. Une cartographie de l'exposition du territoire national au retrait gonflement des sols argileux est disponible sur le site du BRGM,.
Par ailleurs, afin de mieux appréhender le risque d’affaissement de terrain, l'inventaire national des cavités souterraines permet de localiser celles situées sur la commune.
La commune a été reconnue en état de catastrophe naturelle au titre des dommages causés par les inondations et coulées de boue survenues en 1982 et 1999. Concernant les mouvements de terrains, la commune a été reconnue en état de catastrophe naturelle au titre des dommages causés par des mouvements de terrain en 1999.

#### Risque particulier
Dans plusieurs parties du territoire national, le radon, accumulé dans certains logements ou autres locaux, peut constituer une source significative d’exposition de la population aux rayonnements ionisants. Certaines communes du département sont concernées par le risque radon à un niveau plus ou moins élevé. Selon la classification de 2018, la commune de Fursac est classée en zone 3, à savoir zone à potentiel radon significatif.

#### Transports en commun
- Réseau TransCreuse

## Toponymie
Feurçac localement en marchois,.

## Histoire

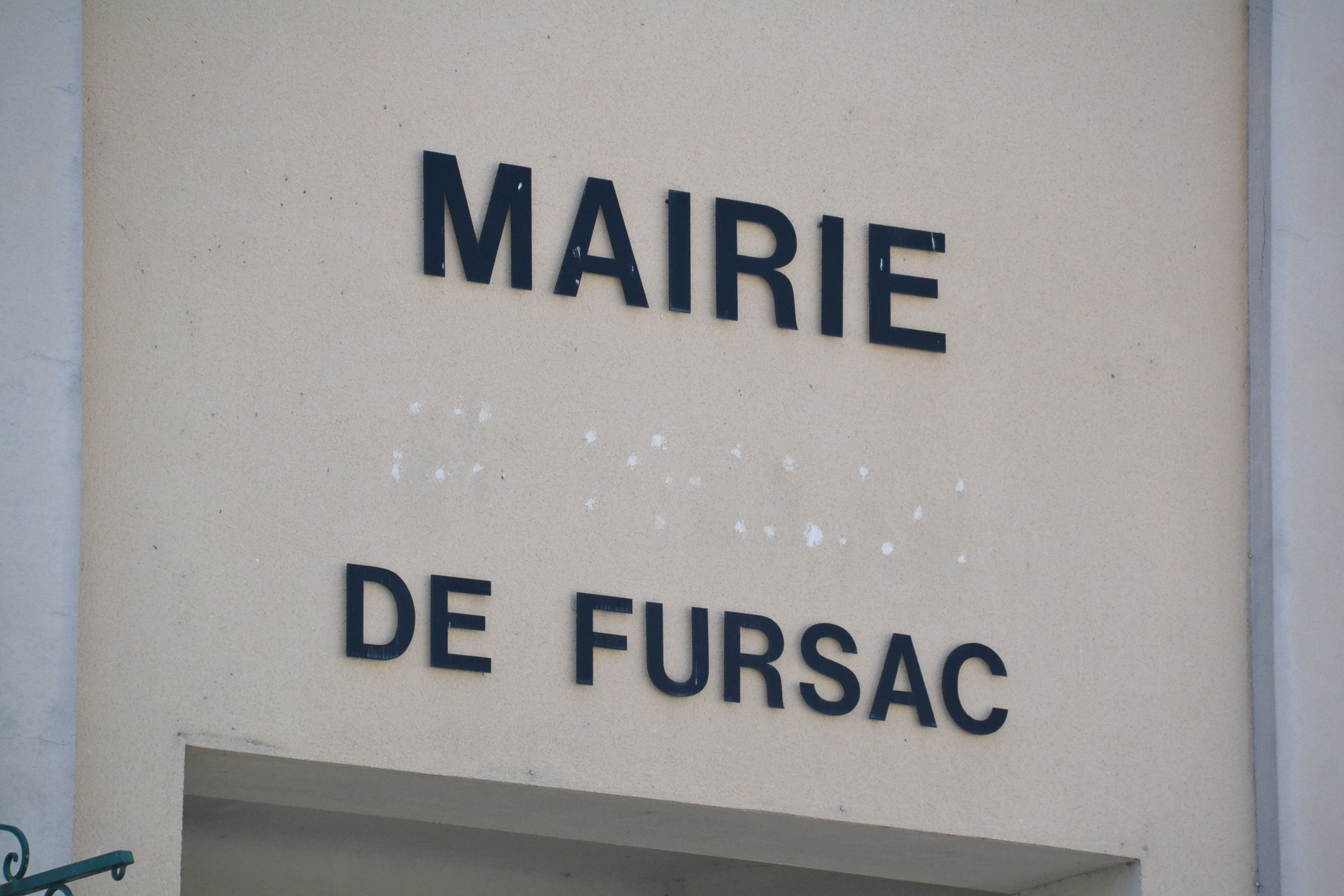
Mention modifiée sur la façade de la mairie, partagée par les deux communes avant leur fusion.

La commune est née du regroupement des communes de Saint-Étienne-de-Fursac et de Saint-Pierre-de-Fursac, le 1er janvier 2017. Son chef-lieu se situe à Saint-Étienne-de-Fursac.

## Politique et administration

### Liste des maires
| Période        | Période  | Identité          | Étiquette | Qualité                                                                            |
| -------------- | -------- | ----------------- | --------- | ---------------------------------------------------------------------------------- |
| 6 janvier 2017 | mai 2020 | Thierry Dufour    | DVG       | Agent technique                                                                    |
| mai 2020       | En cours | Olivier Mouveroux | PCF       | Cadre de direction, Président de la Communauté de communes de Bénévent-Grand-Bourg |

### Communes déléguées
| Nom                             | Code Insee | Intercommunalité           | Superficie (km2) | Population (dernière pop. légale) | Densité (hab./km2) |
| ------------------------------- | ---------- | -------------------------- | ---------------- | --------------------------------- | ------------------ |
| Saint-Étienne-de-Fursac (siège) | 23192      | CC de Bénévent Grand Bourg | 31,70            | 790 (2014)                        | 25                 |
| Saint-Pierre-de-Fursac          | 23231      | CC de Bénévent Grand Bourg | 27,33            | 756 (2014)                        | 28                 |

## Population et société

### Démographie
L'évolution du nombre d'habitants est connue à travers les recensements de la population effectués dans la commune depuis sa création.

En 2022, la commune comptait 1 433 habitants, en évolution de −5,97 % par rapport à 2016 (Creuse : −3,32 %, France hors Mayotte : +2,11 %).
| 2015  | 2020  | 2022  |
| ----- | ----- | ----- |
| 1 534 | 1 445 | 1 433 |

## Culture locale et patrimoine

### Lieux et monuments
- Église Saint-Jean de Saint-Étienne-de-Fursac. L'édifice a été classé au titre des monuments historiques en 1938[23].
- Église Saint-Pierre de Saint-Pierre-de-Fursac. L'édifice a été classé au titre des monuments historiques en 1939[24].
- Commanderie de Paulhac. Il reste l'église et la chapelle